# 小行星1380
小行星1380（1380 Volodia）是一颗围绕太阳公转的小行星。1936年3月16日，路易·博耶在阿尔及尔发现了此天体。
該小行星以弗拉基米爾·維塞洛夫斯基（Vladimir Vesselovsky）命名，他在小行星被發現的當晚出生。
这颗小行星的绝对星等为246.6329550540341等。